# Nick Santora

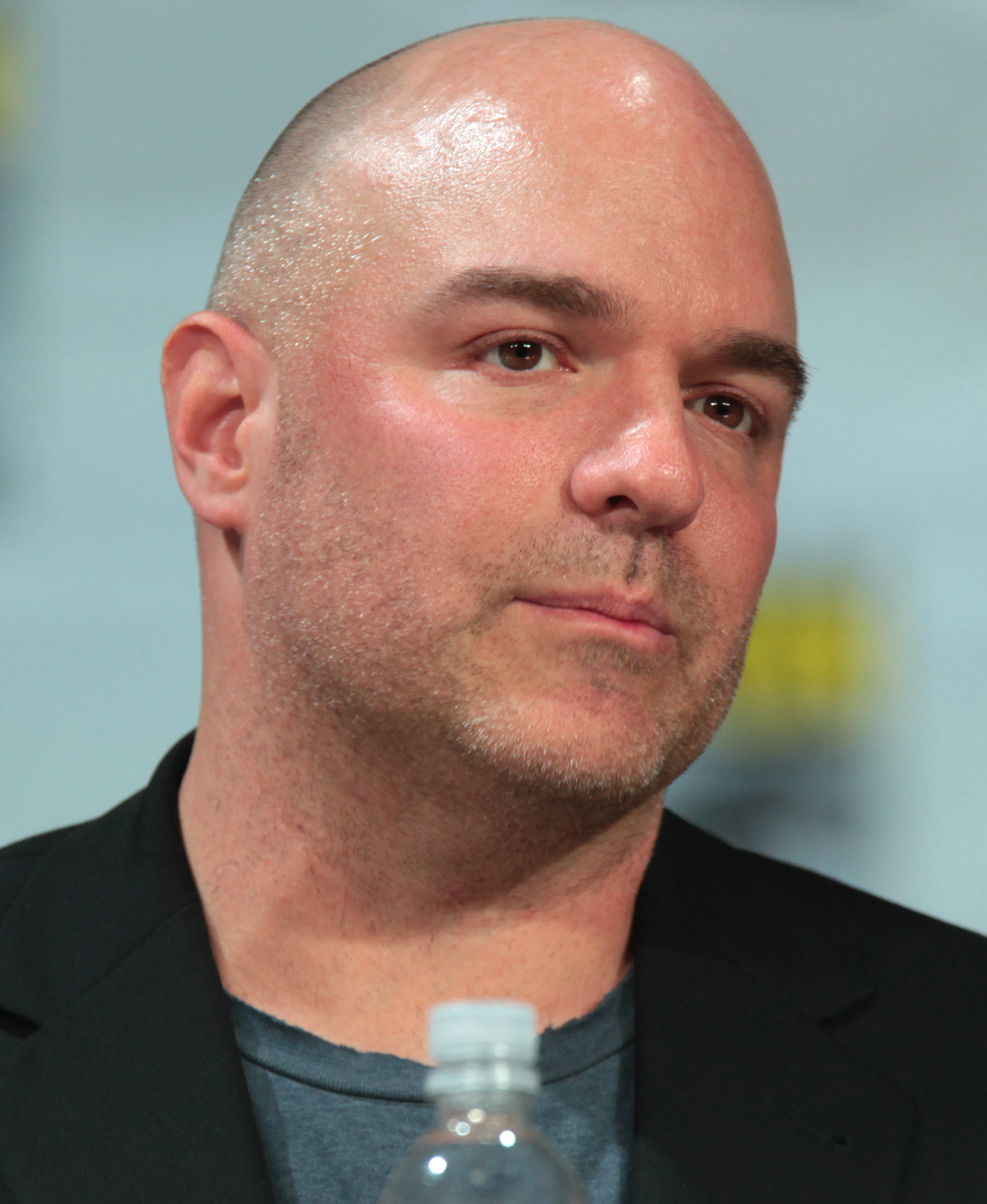
Nick Santora bei der San Diego Comic Con 2014

Nick Santora (* 4. August 1970 in New York City) ist ein amerikanischer Filmproduzent und Drehbuchautor sowie Romanautor. 
Er war ein Hauptautor für Prison Break (2005–2009) und schuf unter anderen Breakout Kings (2011–2012), Scorpion (2014–2018), Most Dangerous Game (2020–2023) und Reacher (seit 2022).

## Frühes Leben und Persönliches
Santora stammt aus einer italo-amerikanischen Familie und wurde in Queens geboren. Er war das erste männliche Mitglied der Familie, das ein College besuchte. Danach ging er auf eine Rechtsfakultät, ohne dass er tatsächlich Anwalt werden wollte. Er erklärte, er hätte das Gefühl gehabt, etwas aus sich machen zu müssen, um seinen Eltern zu zeigen, dass, was sie für ihn getan haben, nicht umsonst gewesen sei. An der Columbia Law School machte er seinen Abschluss 1996. Er arbeitete zunächst bei der großen Rechtskanzlei Sullivan & Cromwell für Gesellschaftsrecht, die er nach einigen Jahren für eine kleinere Kanzlei verließ, bei der er sich um Personenschaden kümmerte. Santora, der seit seinem siebten Lebensjahr Autor werden wollte und in seiner Freizeit während der Zeit als Anwalt schrieb, reichte im Dezember 2001 ein Drehbuch beim New York Independent Film Festival ein, das dort als Bestes Drehbuch gewann. Dieses wurde von David Chase, dem Showrunner der Sopranos gelesen, der daraufhin wollte, dass Santora eine Episode für die Serie schrieb, sodass Santora im April 2002 mit seiner Frau an die Westküste nach Westlake Village zog.
Santora und seine Frau Janine haben eine Tochter. Gemeinsam mit dieser wurde auch bei ihm ADHS diagnostiziert.

## Karriere

### Fernsehen
Nach einer Episode für Die Sopranos schrieb und produzierte Santora für das Anwaltsdrama The Guardian – Retter mit Herz und die Krimi/Justizserie Law & Order. Während seiner Zeit bei dieser entwickelte er die Idee zu der Realityshow Beauty and the Geek, zu deren Produktion ab 2005 er sich mit Ashton Kutcher zusammentat. Weil er außerdem nach Law & Order helfen wollte, eine neue Serie von Grund aufzubauen, wurde er ab der ersten Staffel 2005 einer der Hauptautoren und Produzenten für Prison Break bis 2009. Seine erste eigene Serie war Breakout Kings von 2011 bis 2012. Nach dieser unterschrieb er bei dem Network CBS, um mit Nicholas Pileggi arbeiten an Vegas zu können. Im Anschluss an diese wurde er gebeten, einen Serienpiloten über das Leben des Genies Walter O’Brien zu kreieren, mit dem er sich traf. Daraus resultierte die Serie Scorpion, die bis 2018 lief. Für den 2018 von Jeffrey Katzenberg gegründeten Video-on-Demand-Anbieter Quibi schuf Santora die zwei 2020 erschienenen Serien The Fugitive (basierend auf Auf der Flucht) und Most Dangerous Game (basierend auf Das grausamste Spiel), von denen die zweite beim Roku Channel verlängert wurde. Auch stammen von ihm Reacher seit 2022 für Prime Video und Fubar seit 2023 für Netflix.

## Filmografie
- 2002: Die Sopranos (The Sopranos, Drehbuch 1 Episode)
- 2002–2004: The Guardian – Retter mit Herz (The Guardian, Drehbuch 9 Episoden, Co-Producer 9 Episoden)
- 2004–2005: Law & Order (Drehbuch 4 Episoden, Produzent 24 Episoden)
- 2005–2008: Beauty and the Geek (Executive Producer 48 Episoden)
- 2005–2009: Prison Break (Drehbuch 17 Episoden, Produzent/Executive Producer 79 Episoden)
- 2008: The Longshots (Drehbuch, Produzent)
- 2008: Punisher: War Zone (Drehbuch)
- 2009: Prison Break: Ein letzter Schritt zur Freiheit – Teil 1 (Drehbuch, Co-Executive Producer)
- 2009–2010: Lie to Me (Drehbuch 2 Episoden, Consulting Producer 16 Episoden)
- 2011–2012: Breakout Kings (Serienschöpfer, Drehbuch 7 Episoden, Executive Producer 23 Episoden)
- 2012–2013: Vegas (Drehbuch 5 Episoden, Co-Executive Producer 20 Episoden)
- 2013: Hostages (Drehbuch 1 Episode)
- 2014–2018: Scorpion (Serienschöpfer, Drehbuch 37 Episoden, Executive Producer 93 Episoden)
- 2019: FBI (Drehbuch 1 Episode)
- 2019: Dark Cargo (Executive Producer)
- 2020–2023: Most Dangerous Game (Serienschöpfer, Drehbuch 27 Episoden, Executive Producer 27 Episoden)
- 2020: The Fugitive (Serienschöpfer, Drehbuch 14 Episoden, Executive Producer 14 Episoden)
- 2020: Bruderherz (Safety, Drehbuch)
- seit 2022: Reacher (Serienschöpfer, Drehbuch 2 Episoden, Executive Producer 8 Episoden)
- 2023: Dog Gone (Drehbuch, Produzent)
- 2023: Fubar (Serienschöpfer, Drehbuch 2 Episoden Executive Producer 8 Episoden)

## Nominierungen
- Primetime-Emmy-Verleihung 2020: für Most Dangerous Game als Beste Kurzformserie
- Writers Guild of America Award 2021:
  - für Most Dangerous Game als Beste Kurzformserie
  - für Bruderherz als Bestes Langformoriginal

## Bibliografie
Romane
- 2007: Slip & Fall, State Street Press, ISBN 978-0-681127-49-4
- 2012: Fifteen Digits, Mulholland Books, ISBN 978-0-316176-31-6

Kinderbuch
- 2014: I Want an Alien for Christmas, Blackjack Films Inc., ISBN 978-1-941536-27-8

Comic
- 2022: Naughty List, illustriert von Lee Ferguson, 4 Bände, AfterShock Comics
  - Sammelband: ISBN 978-1-956731-17-0